# Estádio Souto Maior
Estádio Souto Maior – stadion piłkarski, w Arcoverde, Pernambuco, Brazylia, na którym swoje mecze rozgrywa klub Arcoverde Futebol Clube.